# Shamley Green
Shamley Green – wieś w Anglii, w hrabstwie Surrey, w dystrykcie Waverley. Leży 46 km na południowy zachód od centrum Londynu. Miejscowość liczy 1497 mieszkańców.